# Amai Manabilang
Bumbaran is een gemeente in de Filipijnse provincie Lanao del Sur in het noorden van het eiland Mindanao. Bij de laatste census in 2007 had de gemeente ruim 13 duizend inwoners.

## Geografie

### Bestuurlijke indeling
Bumbaran is onderverdeeld in de volgende 17 barangays:
| - Bagumbayan - Bandara-Ingud - Comara - Frankfort - Lambanogan - Lico - Mansilano - Natangcopan - Pagalamatan | - Pagonayan - Piagma - Poblacion - Punud - Ranao-Baning - Sagua-an - Salam - Sumugot |

## Demografie
Bumbaran had bij de census van 2007 een inwoneraantal van 13.297 mensen. Dit zijn 6.708 mensen (101,8%) meer dan bij de vorige census van 2000. De gemiddelde jaarlijkse groei komt daarmee uit op 10,17%, hetgeen veel hoger is dan het landelijk jaarlijks gemiddelde over deze periode (2,04%). Vergeleken met de census van 1995 is het aantal mensen met 7.296 (121,6%) toegenomen.

De bevolkingsdichtheid van Bumbaran was ten tijde van de laatste census, met 13.297 inwoners op 544,1 km², 24,4 mensen per km².